# 奥卡涅
奥卡涅（法語：Occagnes，法語發音：[ɔkaɲ] ⓘ）是法国奥恩省的一个市镇，位于该省北部，属于阿让唐区。

## 地理
奥卡涅（48°46'42"N, 0°4'21"W）面积15.56 平方千米，位于法国诺曼底大区奧恩省，该省份为法国西北部内陆省份，北起顺时针与卡爾瓦多斯省、厄尔省、厄尔-卢瓦省、萨尔特省、马耶讷省和芒什省接壤。
与奥卡涅接壤的市镇（或旧市镇、城区）包括：蒙塔巴尔、奥恩河畔穆兰、巴约勒、科莫、塞维尼、欧日地区古费恩、奥恩河畔蒙。
奥卡涅的时区为UTC+01:00、UTC+02:00（夏令时）。

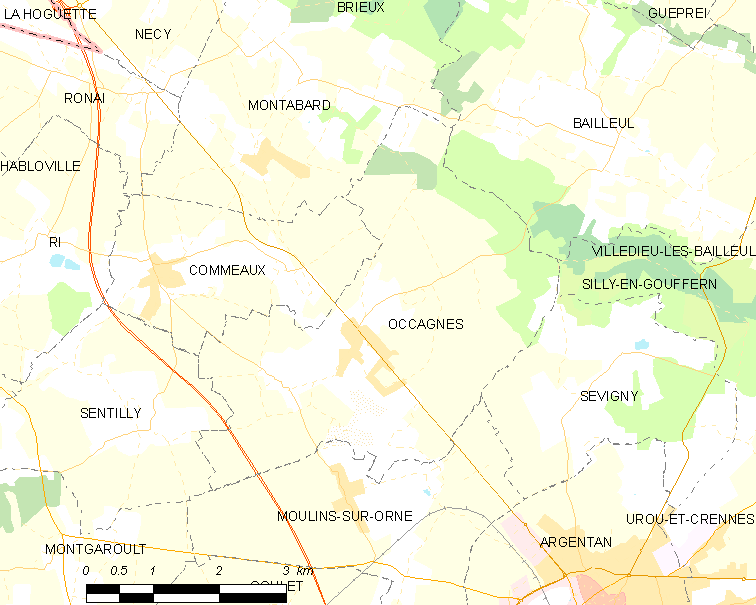
奥卡涅的OSM定位图

## 行政
奥卡涅的邮政编码为61200，INSEE市镇编码为61314。

## 政治
奥卡涅所属的省级选区为阿让唐第一县。

## 交通
奥恩省省道D247线、D776线和D958线经过境内。法国国家A88号高速公路经过境内西部但未设出入口。

## 人口

1962-2008年间奥卡涅人口变化图示

奥卡涅于2022年1月1日时的人口数量为673人。